# Allemond
Allemond (ook wel Allemont) is een gemeente in het Franse departement Isère (regio Auvergne-Rhône-Alpes) in de Oisans. De plaats maakt deel uit van het arrondissement Grenoble. Allemond telde op 1 januari 2022 955 inwoners.

## Geografie
De oppervlakte van Allemond bedroeg op 1 januari 2022 44,75 vierkante kilometer; de bevolkingsdichtheid was toen 21,3 inwoners per km².

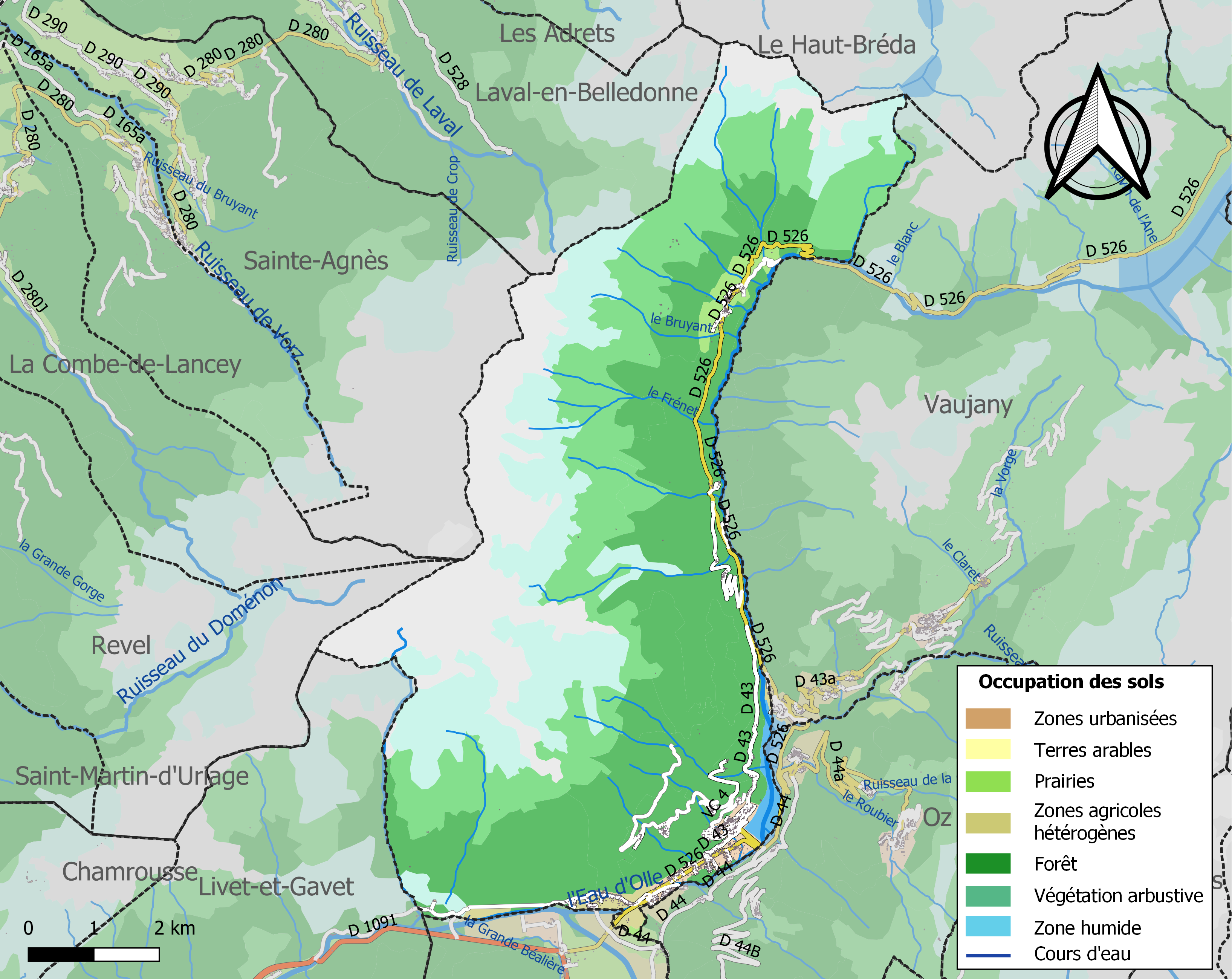
Kaart van de gemeente met de belangrijkste infrastructuur, bodemgebruik en omliggende gemeenten

## Demografie
Onderstaande figuur toont het verloop van het inwonertal (bron: INSEE-tellingen).